# Cristian Gómez
Cristian César Gómez (Rafaela, Santa Fe; 4 de noviembre de 1987 - Corrientes, Argentina; 24 de mayo de 2015) fue un futbolista argentino. Jugaba de lateral derecho y su último equipo fue Atlético Paraná. Su hermano menor Iván Gómez también es jugador y juega en Peñarol de Rafaela.
Falleció el 24 de mayo de 2015 mientras disputaba un partido ante Boca Unidos a causa de un ataque al corazón. Se desvaneció en el campo de juego y fue llevado rápidamente a un centro de salud donde perdió la vida momentos después.

## Clubes
| Club                       | País      | Año       |
| -------------------------- | --------- | --------- |
| 9 de Julio de Rafaela      | Argentina | 2009-2011 |
| Deportivo Armenio          | Argentina | 2012-2014 |
| Sportivo Patria de Formosa | Argentina | 2014      |
| Atlético Paraná            | Argentina | 2015      |